# 王杂铺遗址
王杂铺遗址，位于中国吉林省梨树县刘家馆子镇王杂铺村，为一个省级文物保护单位，类型为古遗址，公布时间为2007年5月31日。该文物保护单位由梨树县文管所管理。
王杂铺遗址的历史年代为青铜。